# Borussia Mönchengladbach
Borussia Mönchengladbach je njemački nogometni klub iz grada Mönchengladbacha, koji se trenutačno natječe u 1. Bundesligi.

## Klupski uspjesi

### Domaći uspjesi
Njemačko prvenstvo
- Prvak (5): 1970., 1971., 1975., 1976., 1977.
- Doprvak (2): 1974., 1978.
- Trećeplasirani (5): 1968., 1972., 1984., 1987., 2015.

Njemački kup
- Pobjednik (3)
  - Zapadna Njemačka (2): 1960., 1973.
  - Njemačka (1): 1995.
- Finalist (2)
  - Zapadna Njemačka (1): 1984.
  - Njemačka (1): 1992.

Liga kup Zapadne Njemačke
- Finalist (1): 1973.

Superkup Njemačke:
- Pobjednik (1): 1976. (Zapadna Njemačka)
- Finalist (1): 1995. (Njemačka)

Oberliga – Zapad
- Trećeplasirani (1): 1955.

### Europski uspjesi
Liga prvaka
- Finalist (1): 1976./77.

Kup UEFA
- Pobjednik (2): 1974./75., 1978./79.
- Finalist (2): 1972./73., 1979./80.

Interkontinentalni kup
- Finalist (1): 1977.

## Hrvatski igrači u klubu
- Slađan Ašanin 1998. – 2004.
- Željko Sopić 1998. – 2000.
- Gordan Ciprić
- Branimir Hrgota

## Poznati igrači
- Lothar Matthäus
- Jupp Heynckes
- Berti Vogts
- Uli Stielike
- Günter Netzer
- Herbert Wimmer
- Oliver Bierhoff
- Henning Jensen
- Oliver Neuville
- Robert Enke
- Marc-André ter Stegen
- Marco Reus
- Marko Marin
- Michael Sternkopf
- Dante
- Jan Schlaudraff
- Kasper Bøgelund
- Uwe Gospodarek
- Jeff Strasser
- Ibrahima Traoré

## Poznati treneri
- Udo Lattek
- Dick Advocaat

## Vanjske poveznice
- Službene klupske stranice